# 1.22.03.Acoustic
1.22.03. Acoustic, nombrado así por la fecha en que fue grabado en directo en The Hit Factory, de Nueva York, es un EP en vivo de la banda californiana Maroon 5. Contiene versiones acústicas de muchas de las canciones de su álbum de éxito internacional, Songs about Jane, así como dos versiones ("If I Fell" de The Beatles y "Highway to Hell" de AC/DC).
El álbum alcanzó el # 42 en los Estados Unidos.

## Canciones
1. "This Love" – 4:15
2. "Sunday Morning" – 4:14
3. "She Will Be Loved" – 4:36
4. "Harder to Breathe" – 3:09
5. "The Sun" – 5:18
6. "If I Fell" – 3:23
7. "Highway to Hell" – 4:30

"If I Fell", originalmente por The Beatles, del álbum A Hard Day's Night.

"Highway to Hell", originalmente por AC/DC, del álbum Highway to Hell.